# Helenopol (Wilkowo Polskie)
Helenopol – przysiółek wsi Wilkowo Polskie w Polsce, położony w województwie wielkopolskim, w powiecie grodziskim, w gminie Wielichowo.
W latach 1975–1998 Helenopol administracyjnie należał do województwa poznańskiego.
Między Helenopolem a Wilkowem Polskim przepływa Południowy Kanał Obry.
Pod koniec XIX wieku folwark Helenopol wchodził w skład majątku Wilkowo Polskie i liczył 2 domostwa i 29 mieszkańców. Znany był także pod nazwą Helenopole.
Przez Helenopol przebiega żółty szlak pieszy z Konojadu do Wilkowa Polskiego.